# Piancó (gemeente)
Piancó is een gemeente in de Braziliaanse deelstaat Paraíba. De gemeente telt 16.455 inwoners (schatting 2009).
De gemeente grenst aan Aguiar, Coremas, Emas, Igaracy, Itaporanga, Olho d'Água en Santana dos Garrotes.